# Jean-Baptiste Mugiraneza
Jean-Baptiste Mugiraneza, né le 17 février 1991, est un footballeur rwandais évoluant au poste de milieu de terrain.

## Biographie
Il met un terme à sa carrière internationale le 13 août 2020 ; son dernier match en équipe nationale était en 2018.

## Palmarès
- Champion du Rwanda en 2009, 2010, 2011, 2012 et 2014 avec l'APR FC
- Vainqueur de la Coupe du Rwanda en 2008, 2010, 2011 et 2012 avec l'APR FC
- Vainqueur de la Coupe Kagame inter-club en 2010 avec l'APR FC